# Friedrich Adolf Katz
Friedrich Adolf Katz (* 27. Februar 1893 in Markirch, heute Sainte-Marie-aux-Mines; † 27. Oktober 1956 in Grötzingen, heute Karlsruhe) war ein deutscher Bankdirektor und parteiloser Politiker.

## Leben und Beruf
Katz wuchs als Sohn eines Fabrikdirektors auf. Er besuchte die Realschule in Markirch und die Oberrealschule in Colmar, welche er mit dem Abitur abschloss.
1910 begann Katz seine Banklehre bei der Banque de Mulhouse in Straßburg. Während des Ersten Weltkriegs diente er als Offizier bei einem Feldartillerie-Regiment. Nach dem Krieg ging er nach Ludwigshafen und diente zunächst als Privatsekretär bei der Eisen- und Metallgroßhandlung Netter. Im Jahr darauf wurde er zum Beamten bei der Süddeutschen Diskontogesellschaft in Karlsruhe berufen. Später war er bei der Diskontogesellschaft Börsenvertreter in Berlin und Prokurist in Frankfurt am Main. Als solcher kehrte er bald zur Süddeutschen Diskontogesellschaft nach Karlsruhe zurück. 1924 übernahm er dort die Direktion der Filiale in Gernsbach. 1931 wurde er zum Direktor der Deutschen Bank in Villingen berufen. 1935 wechselte er nach Pforzheim.
1933 schloss sich Katz dem Stahlhelm an. Dort war er Ortsgruppenleiter in Villingen. Nachdem der Stahlhelm in die SA überführt wurde, war er dort Mitglied ohne Rang. 1936 wurde er Mitglied des Offizierskorps.
1937 wurde Katz von den NS-Behörden als "jüdisch versippt" eingestuft, da seine damalige (dritte) Ehefrau jüdischer Abstammung war. Aufgrund dessen wurde er als Bankdirektor abgesetzt und zum Sachbearbeiter für Kreditangelegenheiten herabgestuft. Formal durfte er sich aber weiter als „Direktor“" bezeichnen. Ferner wurde er aus der SA und dem Offizierskorps der Wehrmacht ausgeschlossen. Am 23. Februar 1945 geriet seine Wohnung in Pforzheim durch einen Bombenangriff in Brand, weswegen er nach Mönsheim übersiedelte.
Nach dem Ausscheiden aus der Politik wurde Katz 1948 in den Vorstand der Badischen Bank in Karlsruhe berufen. 1953 trat er in den Ruhestand.

## Politik
Im Juni 1945 wurde Katz zum Landrat des Landkreises Pforzheim ernannt. Bereits am 23. Juli 1945 wechselte er in das Amt des Oberbürgermeisters von Pforzheim. Bei der Wahl 1946 setzte sich der von der CDU aufgestellte Katz gegen Gustav Klimpel durch. In seiner Funktion als Oberbürgermeister gehörte er der Vorläufigen Volksvertretung für Württemberg-Baden an. Am 31. Juli 1947 trat er vom Amt des Oberbürgermeisters zurück, nachdem ihm der Stadtrat das Misstrauen ausgesprochen hatte.